# Albert Cervoni
Albert Cervoni, né le 5 février 1928 à Marseille et décédé le 26 juin 1993 à Longjumeau, descendant des barons Cervoni, est un journaliste et un critique de cinéma français.

## Biographie
Après ses débuts au quotidien La Marseillaise dans les années 1950, Albert Cervoni a été le critique cinématographique de l'hebdomadaire communiste France Nouvelle à partir de 1960. Il a, en outre, participé comme co-rédacteur en chef (avec Gérard Guégan) à la fondation du mensuel Contre-Champ, publié à Marseille de 1961 à 1963 ; plus tard, il a contribué aux travaux de la Fédération française des ciné-clubs. Il a collaboré à la revue Cinéma dont il est membre du comité de rédaction, au quotidien L'Humanité et à l'émission Le Masque et la Plume.
Albert Cervoni est par ailleurs l'auteur de plusieurs ouvrages ; en outre, il a participé à l'élaboration du Dictionnaire du cinéma (Ed. Universitaires, 1966) et rédigé le texte sur Le Cinéma stalinien publié dans Le Cinéma russe et soviétique (Coll. Cinéma/Pluriel - Coéd. Centre Pompidou/L'Équerre, 1981).
Selon Frédérique Matonti, le travail d'Albert Cervoni pour la presse communiste se révèle « souvent en décalage avec les positions critiques officielles » et insiste sur « le refus nécessaire de l'œuvre-reflet et du réalisme socialiste ».
Pour Pauline Gallinari, « Albert Cervoni, et plus largement toute la « nouvelle critique » cinématographique, veut réellement créer une autre approche communiste du cinéma ».

## Publications
- Le Cinéma (avec Jo Vareille et Jean-Émile Jeannesson), Lyon, éditions scolaires, 1963
- Marc Donskoï, Seghers, 1964
- Les Écrans de Sofia : voyage français dans le cinéma bulgare, Filméditions, 1976